# Charles-Henri Favrod
Pour les articles homonymes, voir Favrod.
Charles-Henri Favrod est un journaliste, photographe, essayiste, directeur de publication et bellettrien suisse, né le 21 avril 1927 à Montreux et mort le 15 janvier 2017 à Morges.

## Biographie
Après des études de lettres à l'université de Lausanne, Charles-Henri Favrod entre à la Gazette de Lausanne dont il devient grand reporter et critique au supplément hebdomadaire La Gazette littéraire. Il collabore également à la Radio suisse romande. Il voyage durant dix ans en Asie et en Afrique subsaharienne. Au début des années soixante, il contribue à la décolonisation de l’Algérie en facilitant les préparatifs des accords d’Évian entre la France et le Front de libération nationale algérien. Il est ensuite directeur de collection aux Éditions Rencontre, où il s’occupe de la série des Atlas de voyages et de l’encyclopédie EDMA (Encyclopédie du monde actuel) publiée sous forme de fiches. Il est également responsable, à La Guilde du livre de l’éditeur Albert Mermoud, de la célèbre série des albums photographiques. 
En 1985, il est chargé par le canton de Vaud de créer le musée de la photographie à Lausanne. Sous le nom de Musée de l'Élysée, ce musée deviendra mondialement connu. Charles-Henri Favrod en sera le directeur jusqu’en 1996. Il quitte le Musée de l'Élysée en 1996, chargé par Fratelli Alinari de créer un Musée de la photographie à Florence, inauguré en 2006. En 1998, il a fait retirer sa propre collection du Musée de l’Élysée (environ 30 000 images), estimant que la convention signée avec l'institution n'était pas respectée.
Il crée Télévision Rencontre, dont le premier film, Le Chagrin et la Pitié (1969), constitue un succès mondial, couronné en particulier au Festival de New-York et ouvrant le grand débat sur le régime de Vichy. Ensuite, de nombreux portraits d'homme d'État, dont le célèbre Général Idi Amin Dada de Barbet Schroeder, Mitterrand d'Yves Boisset, Giscard d'Estaing d'Alexandre Astruc. Plusieurs films documentaires, dont Les Années Lumière de Jean Chapot. Il collabore étroitement avec Jean-Pierre Rassam. Il participe directement à l'émission Cinq Colonnes à la Une de Desgraupes, Dumayet, Lazareff et Barrère. Charles-Henri Favrod est également l’auteur de nombreux livres touchant autant à l’histoire qu’à la photographie. De nombreux voyages le conduisent dans presque tous les pays d'Asie, d'Afrique et d'Europe. Il publie, d'ailleurs, plusieurs récits inspirés de ces voyages. En 2010 paraît aux éditions Infolio Comme dans un miroir, entretiens sur la photographie de Charles-Henri Favrod et Christophe Fovanna. 
Il exerce également la fonction de producteur de cinéma et de télévision, ainsi que celle de président de la Fondation pour l'art dramatique et anime, à partir de 1987, la Fondation pour le patrimoine culturel algérien. Le Congrès annuel d'impressum, du 11 novembre 2005, nomme Charles-Henri Favrod membre d’honneur pour son engagement en faveur de la photographie humaniste.
En 2003, Charles-Henri Favrod est blanchi par la justice vaudoise. Accusé de faux dans les titres et de gestion déloyale des intérêts publics, il a « plutôt fait preuve de négligence et de légèreté », estime le tribunal. « Ce procès n'avait pas lieu d'être », notait le président de la Cour.

## Distinctions et honneurs
- Chevalier de la Légion d'honneur (France)
- Officier de l'ordre des Arts et des Lettres (France)
- Membre d'honneur de la Presse suisse
- Médaille de la Reconnaissance algérienne

## Œuvres
- Baron de Munchausen, Lausanne, 1952.
- Une certaine Asie : de Hong-Kong à Tel-Aviv, Neuchâtel, 1955.
- Le poids de l'Afrique, Paris, 1958.
- Le Sahara à l'heure de la découverte, Lausanne-Paris, 1958.
- La révolution algérienne, Paris, 1959 (réédité en 2007, traduction arabe en 2010).
- Japon – Japonais, Lausanne-Paris, 1959.
- Le Nil, Lausanne-Paris, 1960.
- L’Afrique seule, Paris, 1961.
- La faim des loups, Neuchâtel, 1961.
- Le F.L.N. et l'Algérie, Paris, 1962.
- Encyclopédie du monde actuel. 1963. Publication hebdomadaire jusqu'en 1975.
- Les Arabes, Paris, 1975.
- La psychanalyse, Paris, 1975.
- L'Afrique noire, Paris, 1977.
- Cent ans et plus, Lausanne, 1977.
- Les idées du XXe siècle, Paris, 1978.
- Les hommes politiques du XXe siècle, Paris, 1980.
- Les grands évènements du XXe siècle, Paris, 1981.
- Terre de guerre, Paris, 1982.
- La puissance du regard, Lausanne, 1982.
- Étranges étrangers, Paris, 1989.
- La Suisse vue autrement, Lausanne, 1991.
- Nouveaux itinéraires, Lausanne, 1991.
- Musée de l'Élysée, Lausanne : un musée pour la photographie, Genève, 1996.
- La mémoire du regard, Lausanne, 1997.
- L'Archivio Favrod, Milan, 1997.
- Mes Arabies, Arles, 1999.
- Lehnert et Landrock, Paris & Heidelberg, 1999.
- Objective : People's World, Rome, 2003.
- Le défi du désert ; suivi de, Le retour au Yémen, Cognac, 2004.
- Qui Europa, Trieste, 2004.
- Le temps de la photographie, Cognac, 2005.
- Le temps des colonies, Lausanne, 2006.
- Cento Fotografi del XX Secolo, Florence, 2007.
- Guerra e Pace, Florence, 2008.
- Témoin du siècle, Lyon, 2008.
- Comme dans un miroir, Gollion, 2010.
- Tout ça, Orbe, 2012
- Citation, récitation, Gollion, 2015

De nombreuses traductions des livres ont paru chez Rizzoli, Motta, Noguer, Braus, etc. sans compter plusieurs préfaces à des livres de photographie.